# Yes (LMFAO)
Yes è un singolo del gruppo musicale statunitense LMFAO, il quarto estratto dal primo album in studio Party Rock e pubblicato il 15 dicembre 2009.
Il brano ha riscosso molto meno successo rispetto agli altri singoli piazzandosi solo nella Billboard Canadian Hot 100 alla posizione 68.

## Video musicale
Nel videoclip del brano si può seguire una storia che parla di una squadra di curling (uno sport molto popolare nell'America del Nord) formata dagli LMFAO con l'aggiunta di Shuffle Bot e di un altro personaggio che appare in tutti i loro video chiamato Q. 
La squadra, chiamata appunto LMFAO, deve battersi nelle finali della "2010 Broom Cup Finals".
Il video inizia con la squadra degli LMFAO che si cambia dentro al loro spogliatoio, quando ad un certo punto il capo della squadra, Redfoo, pronuncia loro un discorso nel quale afferma che hanno lottato duro per arrivare in finale, e questo è perché "ogni giorno [Redfoo] vede il suo sogno" (ricordando il ritornello della canzone "everyday I see my dream, everyday I see my, everyday I see my dream, everyday I see my dream") e quindi non vuole perdere.
Dopo questo discorso i presentatori chiamano in campo la squadra e mentre percorrono il corridoio per entrare in campo Redfoo vede un addetto ai servizi (Jamie Foxx) che pulisce per terra e lo osserva per qualche secondo.
Entrati in campo comincia la canzone e come SkyBlu lancia la palla inizia il primo verso di Redfoo che poi si conclude con un centro perfetto nel cerchio che segna i punti.
Il gioco continua a favore degli LMFAO finché l'allenatore della squadra avversaria non paga un suo tifoso per rompere la scopa (oggetto fondamentale per giocare) di Redfoo: quindi durante il timeout, mentre gli LMFAO stanno esultando, il tifoso si lancia per spezzarla e Q, accortosi di ciò che stava accadendo, si lancia in difesa di essa, rompendo però la sua.
Dopo essere caduto, Q afferma di non poter più proseguire il gioco perché si è rotto il braccio e la scopa (anche se in seguito si scoprirà che la rottura dell'osso era solo una sua sensazione).
In seguito a quest'affermazione, gli LMFAO cominciano a disperarsi dato che non sarebbero più potuti andare avanti nel gioco data la mancanza di un individuo, però, per loro fortuna, l'addetto ai servizi precedentemente visto da Redfoo entra in campo e lo sostituisce facendo vincere la squadra.
Il videoclip si conclude con la squadra che si fa scattare una foto di gruppo insieme alla coppa.

## Classifiche
| Classifica (2009) | Posizione massima |
| ----------------- | ----------------- |
| Canada            | 68                |